# Nasse Strahlegg
Nasse Strahlegg (alternativt: Nass Strahlegg) är en bergstopp på gränsen mellan kommunerna Grindelwald och Guttannen i kantonen Bern i Schweiz. Den är belägen i Bernalperna, cirka 70 kilometer sydost om huvudstaden Bern. Toppen på Nasse Strahlegg är 3 482 meter över havet.